# Mark-50-Torpedo
Der Torpedo Mark 50 ist das Siegerdesign von Honeywell bei der Ausschreibung Lightweight ASW Torpedo der Vereinigten Staaten für einen leichtgewichtigen schnellen für die U-Jagd geeigneten Torpedo. Die Waffe ist für den Einsatz gegen schnelle und tief tauchende Ziele mit Fähigkeiten, wie sie die sowjetische Alfa-Klasse besitzt, vorgesehen. Für die U-Jagd eingesetzte Marinehubschrauber und -flugzeuge (Beispiele: SH-60 Seahawk bzw. P-3 Orion) sowie Überwasserschiffe mit Torpedorohren können mit dem Torpedo ausgerüstet werden.